# Saxifraga rivularis
Saxifraga rivularis — вид трав'янистих рослин родини Ломикаменеві (Saxifragaceae), поширений у північних районах північної півкулі по всій Арктиці та в альпійських гірських умовах помірного клімату. Етимологія: лат. rivulus — «потічок», лат. aris — прикметниковий суфікс іменників, означає приналежність.

## Підвиди
Морфологічні та молекулярні дані надають підтримку визнанню Saxifraga rivularis subsp. rivularis і Saxifraga rivularis subsp. arctolitoralis як різних таксонів, але навряд чи в ранзі виду. Вони мають однакове аллотетрапоїдне походження (2n=52), і є двома парапатричними підвидами. Підвид rivularis відрізняється від підвиду arctolitoralis тим, що гіпантій бідно вкритий короткими залозистими волосками (до 0.2 мм), arctolitoralis же вкритий довшими залозистими волосками (0.3–0.6 мм); вся рослина rivularis зелена або з будь-яким кольором у суцвітті, arctolitoralis же чітко пофарбований принаймні, в суцвітті; квіткові стебла rivularis в основному довгі (2–7 см) і голі або з рідкими волосками, квіткові стебла arctolitoralis короткі (1.5–3 см) і від рідко до густоволохаті.

## Опис
Це багаторічні трав'янисті рослини до 12 см заввишки. Листки невеликі лопатеві біля основи й чергові уздовж стебла. Прикореневі листки з черешками 0.7–1.7 (2.5) см, листові пластини 0.3–0.7 × 0.4–0.9(1.2) см. Листки з рідкісними, довгими, суглобовими залозистими волосками білого, жовтуватого або фіолетового кольору без цибулин у пазухах. Квітконоси волохаті з біло-пелюстковими квітами. Суцвіття з однієї квітки або 2–3 квіткові. Квіти радіально-симетричні з 5 вільними чашолистками й пелюстками, напіввідкритим. Чашолистки 1.0–1.7 × 0.7–1.2 мм, яйцеподібні, тупі, з суглобовими залозистими волосками, зелені або з домішками червоного. Пелюстки 3–5 × 1.5–2.5 мм, у 2–3 рази довше чашолистків, оберненояйцевиді, білі без або з рожевими жилками або рожеві всюди. Тичинок 10. Плід — коробочка з численними насінням.
Статеве розмноження насінням; місцеве вегетативне розмноження. Поширення насіння часто відбувається після першого снігопаду, що збільшує відстань розпорошення по гладкій поверхні. Насіння також поширюється водою і тваринами наприклад, гусями.

## Поширення
Європа (Велика Британія, Фарерські острови, Фінляндія, Ісландія, Норвегія [вкл. Шпіцберген], Росія, Швеція), Сибір, Північна Америка (Ґренландія, Канада, США). Населяє вологі й сирі кам'янисті місця проживання, росте на багатих азотом і органічним матеріалом субстратах.

## Галерея

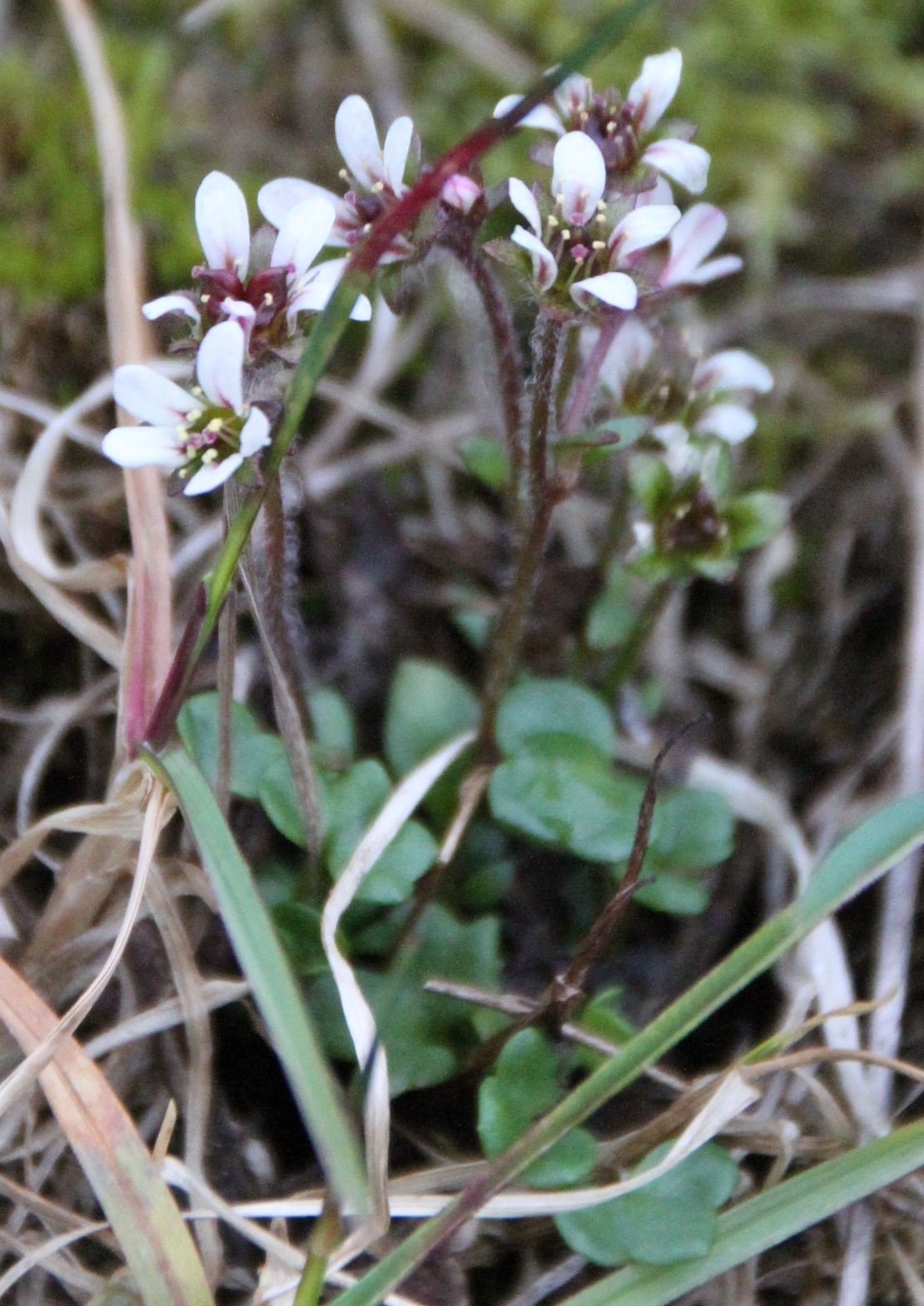
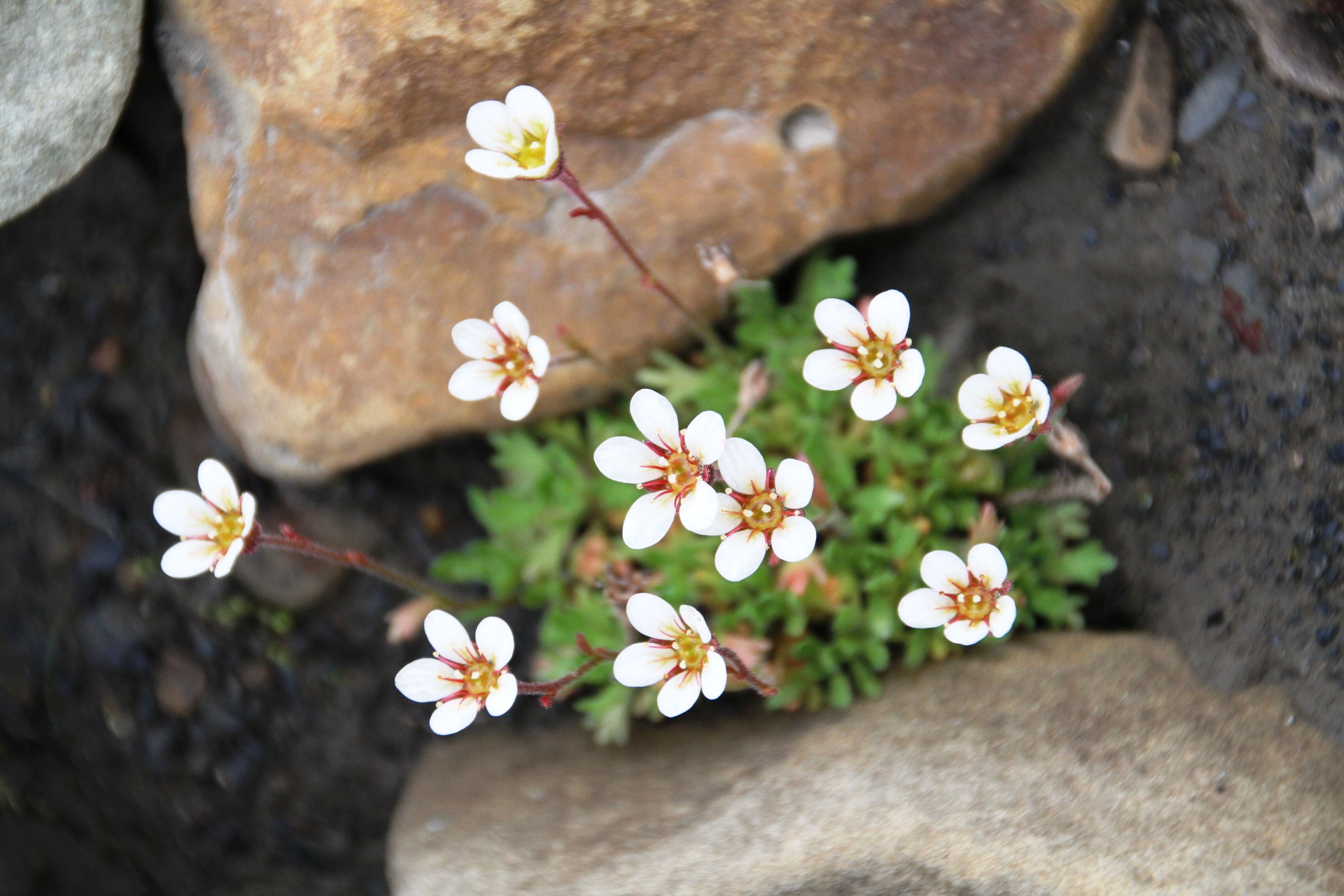
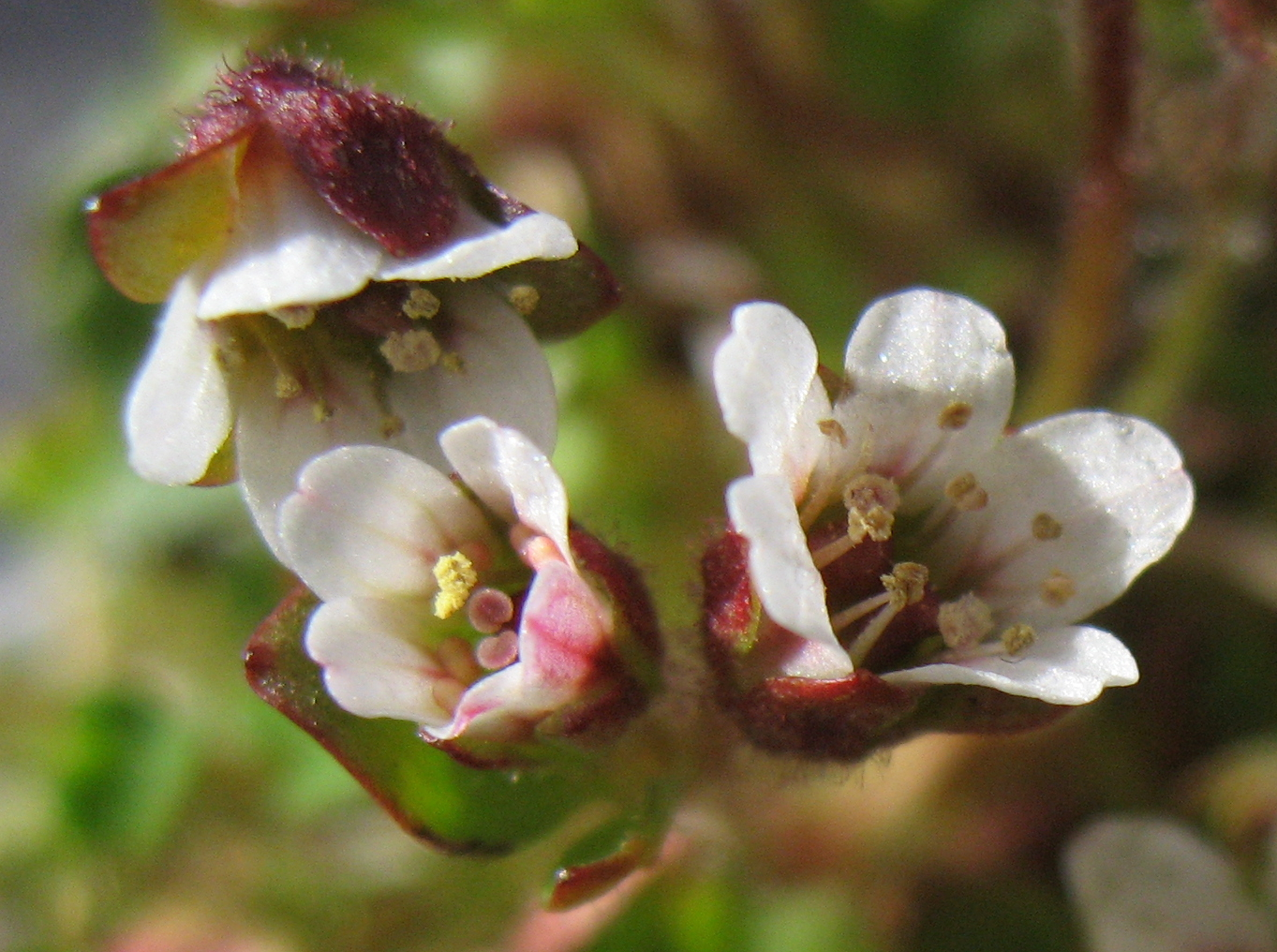